# آگوستا (مینه‌سوتا)
آگوستا (به انگلیسی: Augusta) یک منطقهٔ مسکونی در ایالات متحده آمریکا است که در مینه‌سوتا واقع شده‌است. آگوستا ۲۹۹٫۰۱ متر بالاتر از سطح دریا قرار دارد.